# Body attack
Le BodyAttack est un cours d'entraînement fractionné inspiré de l'aérobic, des sports collectifs et de l'athlétisme, pré-chorégraphié et à vocation d'entraînement cardio-vasculaire faisant partie du concept Body Training Systems de la société Les Mills.

## Programme
Un cours de BodyAttack dure environ 55 minutes et est composé de 12 chansons, chacune ayant un objectif spécifique pour l'entraînement et la remise en forme. Depuis 2014, les chansons 5 et 10 ont fusionné.

### Exercices
1. Échauffement
2. Impact mixte : complément de l'échauffement, exercices d'intensité low impact.
3. Aérobic : entraînement cardio avec les mouvements chorégraphiés.
4. Pliométrie : premier pic cardio et exercices avec des fentes sautées.
5. Travail du haut et du bas du corps : pompes, fentes et squats.
6. Course : exercices basés sur la course à pied.
7. Agilité : mouvements pour développer l'agilité.
8. Interval training : deuxième pic cardio, exercices à haute intensité cardiaque.
9. Puissance : troisième pic cardio, exercices à haute intensité cardiaque.
10. Travail du centre du corps : abdominaux.
11. Retour au calme : stretching.

## Effets
Le BodyAttack est un programme avec un challenge athlétique. Un entraînement régulier permet d'obtenir une forte capacité physique et mentale. Il permet également de se préparer à d'autres sports comme le ski, le vélo à la montagne ou le trekking.
Une étude menée par l'Université d'Auckland a montré qu'une personne pesant 75 kg consommait environ 700 kcal lors d'un cours de BodyAttack. Sur l'échantillon observé, avec une masse moyenne des participants à 67,6 kg et un cours de 57 minutes, la dépense calorique moyenne était de 631 kcal, soit 11 kcal par minute (26,1 % de l'énergie totale dépensée provenaient des réserves lipidiques du corps). La pulsation cardiaque moyenne a été de 138,5 pulsations cardiaques par minute, pour un maximum de 173.